# Елде (река)
Елде је река у Немачкој. Дуга је 208 km. Извире у Дарзеа. Протиче кроз Мекленбург-Западну Померанију. Улива се у Лабу код Демица.